# Милутин Бутковић
Милутин Бутковић (Београд, 1. децембар 1930 — Београд, 11. јануар 1997) био је српски филмски и позоришни глумац.

## Биографија
Бутковић је рођен у Београду у тадашњој Краљевини Југославији. Глуму је студирао на Академији за позориште, филм, радио и телевизију у Београду. Био је члан Атељеа 212 и позоришта „Бошко Буха”. Његова филмографија обухвата преко 150 филмских и телевизијских улога: „Балкан експрес 2”, „Варљиво лето 68”, „Краљевски воз”, „Вагон ли” итд. Дебитовао је у ТВ остварењу „Карташи” (1959) уз Славка Симића и Виктора Старчића. Последња улогу глумио је у „Очеви и оци” (1997). Умро је 11. јануара 1997. у Београду.

## Филмографија
|                   | 1950 ▼ | 1960 ▼ | 1970 ▼ | 1980 ▼ | 1990 ▼ | Укупно |
| ----------------- | ------ | ------ | ------ | ------ | ------ | ------ |
| Дугометражни филм | 0      | 3      | 4      | 9      | 2      | 18     |
| ТВ филм           | 1      | 32     | 33     | 9      | 8      | 83     |
| ТВ серија         | 0      | 8      | 14     | 14     | 4      | 40     |
| ТВ мини серија    | 0      | 2      | 2      | 6      | 0      | 10     |
| ТВ кратки филм    | 0      | 0      | 1      | 0      | 0      | 1      |
| Кратки филм       | 0      | 1      | 0      | 1      | 0      | 2      |
| Видео             | 0      | 0      | 0      | 1      | 0      | 1      |
| Укупно            | 1      | 46     | 54     | 40     | 14     | 155    |

| Год.       | Назив                                                   | Улога                         |
| ---------- | ------------------------------------------------------- | ----------------------------- |
| 1950.-те ▲ |                                                         |                               |
| 1959.      | Карташи (ТВ филм)                                       |                               |
| 1960.-те ▲ |                                                         |                               |
| 1960.      | Два погледа кроз кључаоницу (ТВ филм)                   |                               |
| 1962.      | На сплаву (ТВ филм)                                     |                               |
| 1963.      | Сунчано са кишом (ТВ филм)                              |                               |
| 1963.      | Афера Свети Фијакер                                     |                               |
| 1963.      | 20000 за трошак                                         |                               |
| 1963-1964. | На слово, на слово (ТВ серија)                          | Остоја                        |
| 1965.      | Инспектор                                               | Муштерија за бријање          |
| 1965.      | Пример за углед (ТВ филм)                               |                               |
| 1965.      | Акција епеј (ТВ филм)                                   |                               |
| 1965.      | Корени (ТВ филм)                                        | Бил Нортон                    |
| 1965.      | Акција инспектора Рукавине (ТВ филм)                    |                               |
| 1966.      | Крешталица (ТВ филм)                                    |                               |
| 1966.      | Поглед кроз уво                                         |                               |
| 1964-1966. | Код судије за прекршаје (ТВ серија)                     |                               |
| 1966.      | Топле године                                            |                               |
| 1967.      | Ни црно ни бело (ТВ серија)                             |                               |
| 1967.      | Посета малој планети (ТВ филм)                          |                               |
| 1967.      | Мама, вашег сина нешто дивно боли (ТВ филм)             |                               |
| 1967.      | Сумњиво лице (ТВ филм)                                  |                               |
| 1967.      | Кафаница на углу (ТВ филм)                              |                               |
| 1967.      | Будућност света (ТВ филм)                               |                               |
| 1967.      | Еуридика (ТВ филм)                                      |                               |
| 1967.      | Очи пуне звезда (ТВ филм)                               |                               |
| 1967.      | Арсеник и старе чипке (ТВ филм)                         | Доктор Херман Ајнштајн        |
| 1967.      | Волите се људи (ТВ серија)                              |                               |
| 1967.      | Смоки (ТВ серија)                                       |                               |
| 1968.      | Самци (ТВ серија)                                       |                               |
| 1968.      | Силе (ТВ филм)                                          |                               |
| 1968.      | Северно море (ТВ филм)                                  |                               |
| 1968.      | Изгубљено писмо (ТВ филм)                               |                               |
| 1968.      | Краљевић Марко по други пут међу Србима (ТВ филм)       |                               |
| 1968.      | Топчидерска река (ТВ филм)                              |                               |
| 1968.      | Дан одмора једног говорника (ТВ филм)                   |                               |
| 1968.      | Тако је ако вам се тако чини (ТВ филм)                  | Агачи                         |
| 1968.      | Туђе главе (ТВ филм)                                    |                               |
| 1968.      | Љубав на телефону (ТВ филм)                             |                               |
| 1968.      | Моје је срце високо у брдима (ТВ филм)                  |                               |
| 1968.      | Педикирка (ТВ филм)                                     |                               |
| 1969.      | Баксуз (ТВ серија)                                      |                               |
| 1969.      | Величанствени рогоња (ТВ филм)                          | Петрус                        |
| 1969.      | Хајде да се играмо                                      |                               |
| 1969.      | Пуслице са обрстом (ТВ филм)                            | Ритмајстер                    |
| 1969.      | Вране (ТВ филм)                                         | Гробар                        |
| 1969.      | Рађање радног народа (ТВ серија)                        | Келнер                        |
| 1969.      | Музиканти (ТВ серија)                                   | Вићентије                     |
| 1969.      | Љубав на старински начин (ТВ серија)                    |                               |
| 1970.-те ▲ |                                                         |                               |
| 1970.      | Зид и ружа (ТВ филм)                                    |                               |
| 1970.      | Србија на Истоку (ТВ филм)                              | Живадин                       |
| 1970.      | Шапни ми на здраво уво (ТВ филм)                        |                               |
| 1970.      | Бели зечеви (ТВ филм)                                   |                               |
| 1970.      | Јепе брђанин (ТВ филм)                                  |                               |
| 1970.      | Рођаци (ТВ серија)                                      | Други рођак                   |
| 1970.      | Мирина ТВ ступица                                       |                               |
| 1971.      | Чарапа од сто петљи (ТВ филм)                           |                               |
| 1971.      | На слово, на слово (ТВ серија)                          | Остоја                        |
| 1971.      | Чедомир Илић (ТВ серија)                                |                               |
| 1971.      | Сладак живот на српски начин (ТВ филм)                  |                               |
| 1971.      | Вежбе из гађања (ТВ филм)                               |                               |
| 1971.      | Дипломци (ТВ серија)                                    | Главни гинеколог              |
| 1972.      | Униформе (ТВ мини серија)                               |                               |
| 1972.      | Несахрањени мртваци (ТВ филм)                           |                               |
| 1972.      | Развојни пут Боре Шнајдера (ТВ филм)                    | Пикља                         |
| 1972.      | Човек који је бацио атомску бомбу на Хирошиму (ТВ филм) |                               |
| 1972.      | Добри верни слуга (ТВ филм)                             |                               |
| 1972.      | Смех са сцене: Атеље 212                                | Центарфор, Војник & Деда      |
| 1972.      | Амфитрион 38                                            |                               |
| 1972.      | Дервиш и смрт (ТВ филм)                                 | Хаџи Синанудин                |
| 1972.      | Драги Антоан (ТВ филм)                                  |                               |
| 1972.      | Женски разговори (ТВ серија)                            |                               |
| 1972.      | Грађани села Луга (ТВ серија)                           | Влајко                        |
| 1973.      | Личност којој се дивим (ТВ филм)                        |                               |
| 1973.      | Сироти мали хрчки (ТВ филм)                             | Министар прехране             |
| 1973.      | Молба из 1950                                           |                               |
| 1973.      | Краљ Иби (ТВ филм)                                      | Бордур                        |
| 1973.      | Београд или трамвај а на предња врата (ТВ филм)         |                               |
| 1973.      | Слике без рама из дечијих књига (ТВ серија)             | Ађутант Нокат                 |
| 1973.      | Невен (ТВ серија)                                       |                               |
| 1973.      | Прослава (ТВ филм)                                      |                               |
| 1973.      | Кужиш стари мој                                         |                               |
| 1973.      | Бомбардовање Њу Хејвна                                  |                               |
| 1973.      | Камионџије (ТВ серија)                                  | Милорад Алексић-Поскок        |
| 1973.      | Луди речник (ТВ серија)                                 |                               |
| 1973.      | Паја и Јаре                                             | Алексић                       |
| 1973.      | Позориште у кући 2 (ТВ серија)                          | Службеник                     |
| 1973.      | Женидба носача Самуела (ТВ филм)                        |                               |
| 1974.      | Поштење (ТВ филм)                                       |                               |
| 1974.      | Тркач (ТВ филм)                                         |                               |
| 1974.      | Димитрије Туцовић (ТВ серија)                           | Моша Аврам-Маца               |
| 1975.      | Нора (ТВ филм)                                          | Ранк                          |
| 1975.      | Кичма                                                   |                               |
| 1975.      | Двособна кафана (ТВ филм)                               |                               |
| 1976.      | Изгубљена срећа (ТВ филм)                               |                               |
| 1976.      | Кухиња (ТВ филм)                                        |                               |
| 1976.      | Вагон ли                                                | Пијанац                       |
| 1976.      | Музика позорнице (ТВ серија)                            |                               |
| 1976.      | Успон и пад Жике Проје (ТВ серија)                      | Вучко                         |
| 1977.      | Топовска завршница (ТВ филм)                            |                               |
| 1977.      | Под истрагом                                            | Милиционер                    |
| 1978.      | Молијер (ТВ филм)                                       |                               |
| 1978.      | Повратак отписаних (ТВ филм)                            | Кројач                        |
| 1978.      | Дан када се рушио свет (ТВ филм)                        |                               |
| 1979.      | Слом (ТВ серија)                                        | Милан Антић                   |
| 1980.-те ▲ |                                                         |                               |
| 1980.      | Наше приче (ТВ серија)                                  |                               |
| 1980.      | Врућ ветар (ТВ серија)                                  | Берберин                      |
| 1980.      | Било, па прошло (ТВ серија)                             |                               |
| 1980.      | Позориште у кући 4 (ТВ серија)                          | Службеник                     |
| 1981.      | Краљевски воз                                           |                               |
| 1981.      | Седам минус седам (ТВ филм)                             |                               |
| 1981.      | Лагани повратак                                         |                               |
| 1982.      | Подвизи дружине Пет петлића (мини-серија)               | Глас                          |
| 1982.      | Канте или кесе (ТВ филм)                                | Друг Кречалић                 |
| 1982.      | Шпанац (ТВ серија)                                      |                               |
| 1982.      | Смрт господина Голуже                                   | Поп (глас)                    |
| 1983.      | Приче из Непричаве (ТВ серија)                          |                               |
| 1984.      | Варљиво лето '68                                        | Спасојев отац                 |
| 1984.      | Варљиво лето ’68 (ТВ серија)                            | Спасојев отац                 |
| 1984.      | Супермаркет (ТВ серија)                                 |                               |
| 1984.      | Лазар                                                   | Деда                          |
| 1984.      | Шта је с тобом, Нина (ТВ серија)                        | Будимир                       |
| 1984.      | Не тако давно (ТВ серија)                               |                               |
| 1984.      | Формула 1 (ТВ серија)                                   |                               |
| 1985.      | Црвена барака (ТВ филм)                                 |                               |
| 1986.      | Одлазак ратника, повратак маршала (ТВ серија)           |                               |
| 1986.      | Шпадијер један живот                                    |                               |
| 1987.      | Под рушевинама (ТВ филм)                                |                               |
| 1987.      | Вук Караџић (ТВ серија)                                 | Владика Леонтије              |
| 1987.      | Човек у сребрној јакни (ТВ серија)                      |                               |
| 1988.      | Мала Нада (ТВ серија)                                   |                               |
| 1988.      | Роман о Лондону (ТВ серија)                             | Монсјур Жан                   |
| 1988.      | Руди (ТВ филм)                                          |                               |
| 1988.      | Нека чудна земља                                        | Виши чиновник министарства    |
| 1988.      | Ортаци                                                  | Председник                    |
| 1988.      | Балкан експрес 2                                        | Сладолеџија Обрен             |
| 1989.      | Свети Георгије убива аждаху (ТВ филм)                   | Алекса Вуковић                |
| 1989.      | Одлазак ратника, повратак маршала (ТВ серија)           |                               |
| 1989.      | Госпођа министарка (ТВ филм)                            | Теча Панта                    |
| 1989.      | Недељом од девет до пет (ТВ филм)                       | Старац                        |
| 1989.      | Чудо у Шаргану (ТВ филм)                                |                               |
| 1989.      | Доме слатки доме (ТВ серија)                            | Доктор                        |
| 1989.      | Балкан експрес 2 (ТВ серија)                            | Сладолеџија Обрен             |
| 1990.-те ▲ |                                                         |                               |
| 1990.      | Гала корисница: Атеље 212 кроз векове (ТВ филм)         |                               |
| 1990.      | Дуги живот брачног пара Кос (ТВ филм)                   | Господин Милан Кос            |
| 1990.      | Заборављени (ТВ серија)                                 | Директор гимназије            |
| 1993.      | Рај (ТВ филм)                                           | Гост у борделу                |
| 1993.      | Нико није савршен (ТВ филм)                             | Шуменковић                    |
| 1993.      | Мрав пешадинац (глас)                                   |                               |
| 1993.      | Руски цар (ТВ филм)                                     | Коста Раденковић              |
| 1994.      | Човек у празној соби (ТВ филм)                          | пацоловац                     |
| 1994.      | Дневник увреда 1993                                     | Пензионер са слушним апаратом |
| 1994.      | Жеља звана трамвај (ТВ филм)                            | Поштар                        |
| 1995.      | Театар у Срба (ТВ серија)                               |                               |
| 1995.      | Отворена врата (ТВ серија)                              | Министар Жарић                |
| 1995.      | Крај династије Обреновић (ТВ серија)                    | Никола Христић                |
| 1996.      | Очеви и оци (ТВ филм)                                   | Јаша Продановић               |